# Мозельська франконська мова

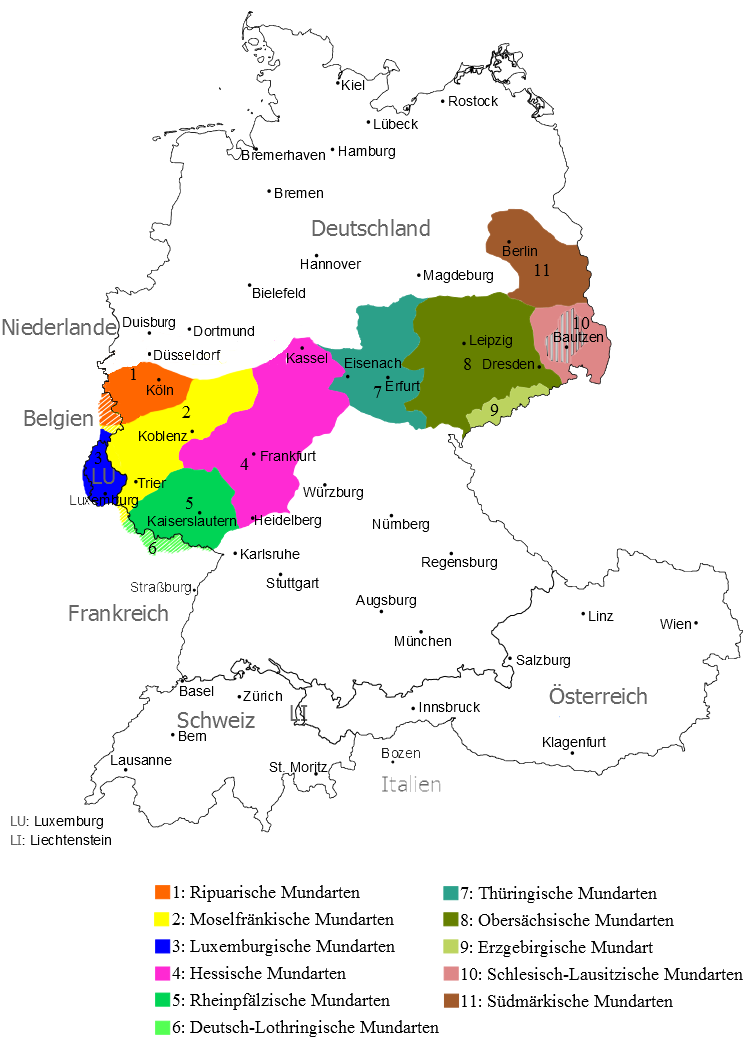
Середньонімецька мовна зона після 1945 року та гоніння на німців. Мозельська франконія показана жовтим (Німеччина) і синім (Люксембург)

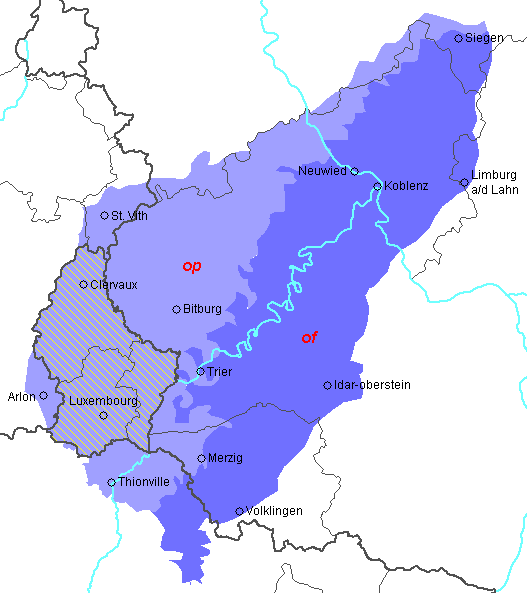
Область поширення мозельської франконської/люксембурзької мови з поділом на райони вживання ізоглосів op і of (стандартна німецька: auf)

Мозельська франконська (нім. Moselfränkisch, люксемб. Muselfränkesch) це західно-центральнонімецька мова, яка входить до середньофранконської мовної зони. Люксембурзька мова є її невід'ємною складовою частиною. Мозельською франконською розмовляють у південній частині Рейнської області та вздовж течії річки Мозель, у Зігерланді Північного Рейну-Вестфалії, у західному Рейнланд-Пфальці та Саарі, Люксембурзі, на півдні німецькомовної спільноти Бельгії та в сусідньому французькому департаменті Мозель (в мунічипалітеті Буле-Мозель). Трансільванський саксонський діалект, яким розмовляють в Румунії, регіоні Трансільванія, з'явився в результаті еміграції «трансильванських саксів» між 1100 і 1300 роками, які переїжджали на ті території з земель де розмовляли мозельським франконським діалектом. У деяких сільських районах південної Бразилії розмовляють іншим різновидом мозельської франконської мови, який привезли німецькі мігранти 19 століття з регіону Гунсрюк у сучасній Німеччині.

## Діалекти
Кородон між «діалектом» і «окремою мовою» є доситть розмитим.
В Лінгвасферному реєстрі міститься п'ять діалектів мозельської франконської мови (код 52-ACB-dc) із кодами від -dca до -dce:
- Трірський (земля Рейнланд-Пфальц, Люксембург, північний захід Саару)
- Айфельський (Люксембург, Німеччина: земля Рейнланд-Пфальц, південна частина Північного Рейну-Вестфалії Бельгія: Бурґ-Ройланд, Санкт-Віт)
- Нижньомозельський (Рейнланд-Пфальц)
- Західновестервальдський (Рейнланд-Пфальц)
- Зігерландський (південна частина Північного Рейну-Вестфалії, північно-східний Рейнланд-Пфальц)

Окрім вище перелічених до мозельської франконської мови відносять варіанти лотаринзької франконської, люксембурзької і трансільванського саксонського діалекту.
Деякі діалекти мозельської франконської мови стандардизувалися настільки, що їх можна вважати окремими мовами, особливо через обмежену розбірливість деяких діалектів для носіїв стандартної німецької мови:
- люксембурзька (Lëtzebuergesch)
- Лотаринзька франконська
- Трансильванський саксонський діалект
- Гунсрюк

Більшість носіїв люксембурзької мови багатомовні, вони вільно розмовляють стандартною німецькою та французькою мовами на додаток до люксембурзької.